# Archibald V. Hill
Archibald V. Hill, född 26 september 1886 i Bristol, död 3 juni 1977 i Cambridge, var en engelsk fysiolog, professor i fysiologi i London och nobelpristagare. 
Hill var professor i fysiologi i Manchester 1920–23 och vid University College i London från 1923. Trots att han inte var fysiolog av utbildning, fann Hill i muskelfysiologin ett arbetsområde där hans förtrogenhet med matematisk behandling av fysikaliskt-kemiska processer kunde bli av stor betydelse för förståelsen av muskelkontraktionen. Särskilt märks hans arbeten över värmeutvecklingen i muskeln vid kontraktion. År 1922 erhöll han tillsammans med Otto Meyerhof Nobelpriset i fysiologi eller medicin.
Hill invaldes 1935 som utländsk ledamot nummer 768 av Kungliga Vetenskapsakademien.